# زبانه ویستولا

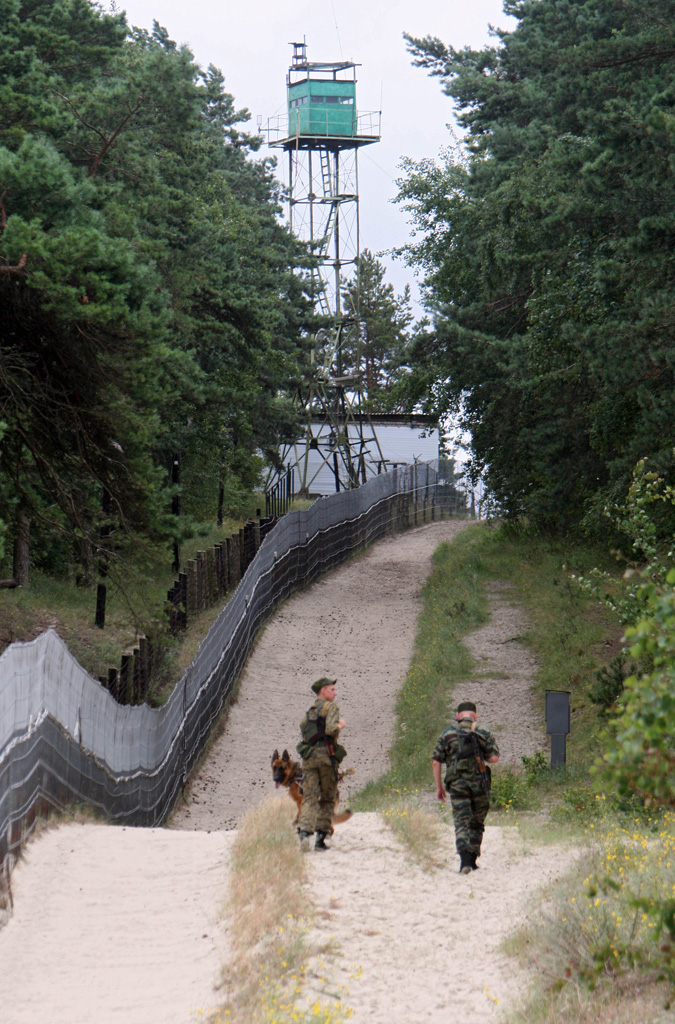
مرزبانان روسی در مرز روسیه-لهستان در زبانه ویستولا

زبانه ویستولا (لهستانی: Mierzeja Wiślana؛ روسی: Балтийская коса؛ آلمانی: Frische Nehrung) یک زبانه ماسه بادی یا شبه‌جزیره است که کولاب ویستولا را از خلیج گدانسک در دریای بالتیک جدا می‌کند. مرز میان لهستان (استان پومرانی) و استان کالینینگراد، برون‌بوم روسیه از این زبانه می‌گذرد و آن را از نظر سیاسی به دو نیمه تقسیم می‌کند. غربی‌ترین نقطه روسیه در این زبانه واقع شده‌است. بخش لهستانی شامل تعدادی تفرجگاه‌های گردشگری است که از نظر اداری بخشی از شهر کرنیتسا مورسکا هستند.